# Madison Heights (Michigan)
Madison Heights város az USA Michigan államában, Oakland megyében. Lakosainak száma 28 468 fő (2020. április 1.).

## Népesség
A település népességének változása:

| 2010 | 29 694 |
| 2020 | 28 468 |